# Koçak, Çivril
Koçak là một xã thuộc huyện Çivril, tỉnh Denizli, Thổ Nhĩ Kỳ. Dân số thời điểm năm 2010 là 827 người.